# Manny et Lo
Pour plus de détails, voir Fiche technique et Distribution.
Manny et Lo (Manny and Lo) est un film américain réalisé par Lisa Krueger, sorti en 1996.

## Synopsis
Deux sœurs orphelines, Amanda (surnommée Manny), 11 ans, et Laurel (surnommée Lo), 16 ans, passent leur temps à s'enfuir de différents foyers d'accueil et vivent sur la route. Quand Lo tombe enceinte et qu'il s'avère qu'elle ne peut pas se faire avorter, elles enlèvent Elaine, une vendeuse dans un magasin de fournitures pour bébés, afin de les aider à mettre au monde le bébé.

## Fiche technique
- Titre : Manny et Lo
- Titre original : Manny and Lo
- Réalisation : Lisa Krueger
- Scénario : Lisa Krueger
- Photographie : Tom Krueger
- Montage : Colleen Sharp
- Musique : John Lurie
- Décors : Sharon Lomofsky
- Costumes : Jennifer Parker
- Production : Marlen Hecht et Dean Silvers
- Société de production : Pope Productions
- Société de distribution : Sony Pictures Classics (États-Unis), United International Pictures (France)
- Budget : 500 000 $ (estimation)
- Pays d'origine :  États-Unis
- Langue originale : anglais
- Format : Couleurs - 1,85:1 - Mono
- Genre : Comédie dramatique
- Durée : 88 minutes
- Dates de sortie : 
  -  États-Unis : 22 janvier 1996 (Festival du film de Sundance) ; 26 juillet 1996 (sortie limitée)

## Distribution
- Scarlett Johansson : Manny
- Aleksa Palladino : Lo
- Mary Kay Place : Elaine
- Paul Guilfoyle : le propriétaire de la maison
- Glenn Fitzgerald : Joey
- Novella Nelson : Georgine

## Accueil

### Box-office
Aux États-Unis, le film est sorti dans 27 salles de cinéma  et a rapporté un peu plus de 502 000 $.

### Accueil critique
Il a reçu un accueil critique plutôt favorable, recueillant 62 % d'avis positifs, avec une note moyenne de 5,8/10 et sur la base de 21 critiques collectées, sur le site Rotten Tomatoes.